# ルイセンコ論争

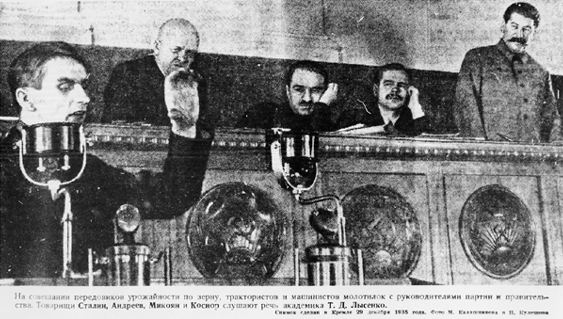
クレムリンで演説するルイセンコ。
後ろには右からスターリン、アンドレーエフ、ミコヤン、コシオールが並んでいる。

ルイセンコ論争（ルイセンコろんそう）とは、1920年代後期に「環境因子が形質の変化を引き起こし、その獲得形質が遺伝する」というトロフィム・ルイセンコの誤った学説に関する論争、これを共産主義思想に合うからと国家公認の学説としたソビエト連邦が起こし、それに追随する各国親ソ派が賛同した反遺伝学運動である。彼は、ソ連政府・共産党のイデオロギー政策・農業政策に沿わせた虚偽学説を提唱しだした。ルイセンコ主義（英: Lysenkoism、露: лысе́нковщина）とは、ルイセンコ、彼の信奉者、ソビエト当局によって実施された遺伝学ならびに科学に基づく農業に反対する政治運動であった。ルイセンコはレーニン全ソ連農業科学アカデミーの長として活動した。ルイセンコ主義は1920年代末に始まり、1965年のソ連でルイセンコが追放されたことで公式に終焉した。
ルイセンコ主義の疑似科学的発想は獲得形質の遺伝性を仮定していた。ルイセンコの理論はメンデル遺伝学と「遺伝子」の概念を否定し、自然選択を否定することでダーウィン進化論から逸脱した。支持者らは、他にも多数あるが、ライムギがコムギへと、コムギがオオムギへと転換できる、雑草が穀物へと自発的に変容する、「自然選択」に対立するものとして「自然協力」が観察された、と偽って主張した。ルイセンコ主義は育種や農業において並外れた進歩を約束したが、それらが起こることはなかった。ヨシフ・スターリンはルイセンコを支持したため、3千人以上の正しい主張を唱えた生物学者が投獄または解雇されただけでなく、ルイセンコ科学に対する「反対派(正しい学説を唱える者)」を抑え込むために数多くの科学者がルイセンコが推進した運動の一部として処刑された。例として、大粛清の中で農業科学アカデミー総裁ニコライ・ヴァヴィロフは反ルイセンコのために投獄され獄死させられ、遺伝学の分野における科学研究は1953年にスターリンの死まで事実上破壊された 。ソ連や衛星国では、神経生理学や細胞生物学、その他の多くの生物学分野における研究と教育にも悪影響が及んだり、禁止された。

## 概要
ミチューリンが先鞭をつけたといわれるミチューリンの名を冠したミチューリン主義農法、またこれを応用したヤロビ農法（春化処理のロシア語: Яровизация ヤロヴィザーツィヤから）などと共に議論される場合が多い。科学（と彼等が信じた方法）とイデオロギーの双方が結びついて補強し合った結果、国家規模の被害を出した一例として疑似科学等で取り上げられる。
ルイセンコの学説は1934年に発表され、スターリン政権下で「マルクス・レーニン主義の弁証法的唯物論を証明するものだ」とされ、メンデルの遺伝学はブルジョワ理論として否定された。
ルイセンコは低温処理によって春まき小麦が秋まきに、秋まき小麦が春まきに変わることを発見したとされている。これはいわゆる春化処理であるが、ルイセンコはこれを遺伝的性質がこのような操作によって変化するものと見なし、これまでのメンデル遺伝学や自然選択説を否定した。後天的に獲得した性質が遺伝されるというルイセンコの学説は努力すれば必ず報われるという共産主義国家には都合のよい理論であり、スターリンもこれを強く支持した。当時のソ連の生物学会ではルイセンコの学説に反対する生物学者は処刑されたり、強制収容所に送られるなど粛清されていた。
1953年3月、スターリンの死後はスターリン批判に伴いルイセンコも批判され論争で得た地位を一旦は失ったものの、フルシチョフの知遇を得たルイセンコ派は再び巻き返すことに成功する。この結果、ソ連の農業生産は著しい被害を蒙り、分子生物学及び遺伝子工学などの分野は世界から立ち遅れる事となる。

## 経緯

### 「新しい農業技術」
1928年、それまで無名の農学者トロフィム・ルイセンコは、コムギ種子を高湿度と低温に曝すことによって作物収量を3から4倍にする春化と呼ぶ農業技術を開発したと主張した。低温および湿気に対する曝露は秋播きの冬穀物の生活環では当たり前のことであるが、春化技術は曝露の強度を上げることによって、時には積雪した凍結圃場へ浸漬種子を植え付けることによって収量を増大させると主張した。現実には、この技術は新しいものではなく、収量にいくらかの増大をもたらすものの、ルイセンコが断言した程の収穫も得られなかった。
ルイセンコが1930年代のソビエト連邦において実地調査を始めた時、ソビエト連邦の農業は農業を基礎にした経済から工業経済への転換の急速な変化、集団農場の誤った運営につながったクラーク（自営農家）の粛清によって重大な危機の中にあった。結果として生じた飢饉は、国民と政府を食料の危機的不足を解決する可能性のある策の模索に駆り立てた。ルイセンコの春化方式は農場にわずかに大きな食料生産をもたらしたため、ルイセンコはすぐにソビエト農業の英雄として認められた。
多くの農学者は革命の前に教育を受けており、革命後に教育を受けたものの多くでさえも強制的な農業集団化政策に賛同していなかった。そのうえ、当時の生物学者の間で最も人気のある主題は全く農業ではなく、キイロショウジョウバエの研究から現われた新たな遺伝学であった。ショウジョウバエによってメンデル比や遺伝率といった遺伝学理論の実験的検証が格段に容易となっていた。
主なルイセンコ論者のイサーク・イズライレヴィチ・プリゼントはルイセンコを新しい革命的農業技術を開発した天才としてソビエトのマスメディアに紹介した。レニングラード大学社会科学部を卒業したプリゼントは専門的な生物学を履修していなかったが、マルクス主義の弁証法的唯物論と生物学の融合を研究し、1931年に共産主義アカデミーの自然弁証法・進化学部長となり、1948年にスターリンから農業アカデミー研究員として任命された。プリゼントはルイセンコの協力者となってから、ルイセンコ主義のイデオロギスト、哲学者となったが、のちに追放された。
ソビエト連邦のプロパガンダ機関は、自身の抜け目のない能力と知性によって現実的問題への解決策を考え付いた小作人の感動的な物語をしばしば重視していた。ルイセンコの広い人気は彼に理論的遺伝学を糾弾し、自身の農作業方式を奨励するための土台をもたらした。ルイセンコは次にソビエトのプロパガンダ機関による支持を受け、プロパガンダ機関はルイセンコの成功を誇張し、失敗については一切触れなかった。これに、恩恵とルイセンコの理論への反証の破壊を求める科学者からのルイセンコ主義を支持する虚偽の実験データが加わった。

### ルイセンコの出世
ルイセンコの政治的成功は、大部分は共産党とソビエトイデオロギーへの訴えかけによるものであった。1920年代末の破滅的な集団農場化の試みの後に、ルイセンコの「新しい」手法はソビエト当局者にとって「農業革命」への道を開くものとして見られた。ルイセンコ自身小作人家庭の出身であり、レーニン主義の熱狂的支持者であった。一連の人為的な農業災害を経験した時期、ルイセンコも極めて速く問題に対応したが、真の解決策は持っていなかった。党が新たな作物の植え付けや新たな農地の耕作の計画を発表した時はいつでも、ルイセンコはどのように実行するかについての早急な実践的提案をした。
ルイセンコは非常に速く、穀物の低温処理から、綿の木からの葉摘み、樹木の塊状植え付け、独自の混合肥料に致るまで様々な処方箋を作ったため、学術界の生物学者らは新しい技術が導入される前に、ある技術に価値がないか有害であることを実証する時間がなかった。党が支配する新聞はルイセンコの「実践的」取り組みを賞賛し、ルイセンコに批判的な人々の動機に疑いをかけた。ルイセンコの「農業における革命」は、科学に必要な忍耐と観察を要請する学術界に対する強力なプロパガンダ的優位性を持った。
ルイセンコはソ連共産党の支配層入りが認められ、農務を任された。ルイセンコは生物学者を「ハエ愛好家の人間嫌い」として糾弾し、ソビエト経済を故意に機能しないようにし失敗させようとした生物学における「破壊分子」として非難するために自身の地位を使った。そのうえ、ルイセンコは理論生物学と応用生物学との区別を否定した。
ルイセンコは自身を有名で人気のあったソ連の園芸家イヴァン・ヴラジーミロヴィッチ・ミチューリンの追随者であると述べた。しかし、ミチューリンとは異なり、ルイセンコはラマルキズムの一種を支持しており、非遺伝学的な技術として交配と接ぎ木のみを用いて自説を強く主張した。
これには、最も重要なことだが、生物の「獲得」形質—例えば、葉摘みを行った後の葉のない状態—がその生物の子孫によって継承されるという含意も付随していた。これが、春化がより高い生産性を与えるとルイセンコが主張した理由であった。ルイセンコは、春化させた種子がより速く花を咲かせ、より多くのコムギを生産する能力が、次世代のコムギ種子へと受け渡され、したがって春化によってさらにこの過程が増幅される、と信じていた。

### スターリンからの支持と反対する学者の粛清
ヨシフ・スターリンからの支持は、ルイセンコにさらなる動機と人気を与えた。1935年、ルイセンコは生物学における反対派と、ソビエト政府の農業集団化政策にまだ抵抗していた小作人とを比較し、ルイセンコの理論に反対することによって伝統的遺伝学者はマルクス主義に反対する立場にあるのだ、と述べた。スターリンはこの演説が行われた時に出席していた。この出来事はルイセンコをつけあがらせ、まだルイセンコに声高に反対する遺伝学者を中傷する自由を彼と仲間のプリゼントに与えた。ルイセンコのかつての指導者であったニコライ・イヴァノヴィッチ・ヴァヴィロフといったルイセンコ主義の反対者の多くは投獄されるか、ルイセンコおよびプリゼントの告発によって処刑された。
1934年から1940年にかけて、ルイセンコの警告とスターリンの承認の下、Isaak Agol、Solomon Levit、Grigorii Levitskii、ゲオルギー・カルペチェンコ、ゲオルギー・ナドソンなど多くの遺伝学者が処刑されるか、労働収容所へ送られた。著名なソビエトの遺伝学者で農業科学アカデミーの会長であったニコライ・ヴァヴィロフは1940年に逮捕され、1943年に獄死した。ハーマン・ジョーゼフ・マラー（と彼の遺伝学に関する教育）はブルジョワ、資本主義者、帝国主義者、そしてファシズムを促進しているとして批判されたため、ソ連を離れて共和制スペインを経てアメリカ合衆国へと戻った。
1948年8月7日、レーニン全ソ連農業科学アカデミーはそれ以後、ルイセンコ主義を「唯一の正しい理論」として教える、と発表した。同じ1948年、遺伝学は公的に「ブルジョワ疑似科学」と宣言され、全ての遺伝学者は職を失い（一部は逮捕もされた）、全ての遺伝学研究は打ち切られた。スターリンに支持されたルイセンコは、自説に反対する学者を「人民の敵」として攻撃し、ルイセンコ学説を批判したモスクワ大学教授アレクサンダー・フォルモゾフ(Aleksander Formozov)、白ロシア科学アカデミー長アントン・ジェブラック、モスクワ州立大学植物学学部長ドミトリー・サビニンらは解任され、サビニンは1951年に自殺した。
ルイセンコ主義がソ連当局に公認されると、ソビエトの科学者らはルイセンコの研究に反論するいかなる研究をも非難することを強いられた。ルイセンコ批判は「ブルジョワ」あるいは「ファシスト」と糾弾され、類似した「非ブルジョワ」理論も当時のソビエトアカデミーの他分野において頭角を現した（ヤフェト理論および社会主義リアリズムを参照のこと）。興味深いことに、おそらくスターリンの存命時に粛清を逃れた唯一のルイセンコの対立者らはソビエトの原子核物理学者の小さなコミュニティーであった。トニー・ジャットが意見を述べたところによると、「スターリンが彼の原子核物理学者らにちょっかいを出さず、『彼らの』計算に後でとやかく言うことをしなかったと推測されるのは意義深い。スターリンは狂っていたかもしれないが、愚劣ではなかった」。
3千人を超える生物学者がルイセンコ主義に反対しようと試みたとして投獄、解雇、処刑され、遺伝学における科学研究は1953年にスターリンが死ぬまで事実上破壊された。ルイセンコ主義によって、ソ連における作物収量は実際には低下した。

### ルイセンコ主義の終焉
1952年の終わり、おそらくスターリンがルイセンコの影響力が強まりつつあることに不快感を持ったため、状況が変化し始めた。ルイセンコ主義を批判する論説が新聞で発表された。しかし、正常な遺伝学に戻る過程はニキータ・フルシチョフの時代に鈍化した。これは、ルイセンコがフルシチョフに実験的農業体の想像上の成功を見せたためであった。再び、ルイセンコ主義への批判は禁止されたが、異なる見解を表明することは可能となり、全ての遺伝学者は釈放されるか、死後に名誉回復された。この禁止令は1960年代中頃に撤回された。
DNAの構造や機能が解明されていくにつれ、ルイセンコ学説の支持者はいなくなっていった。1964年、ソビエト科学アカデミーにおいて一連の議論と投票が行われ、この学説は途絶える事となった。

## 他国における受容や批判

### 東側諸国
東側諸国の多くの国々はルイセンコ主義を公的な「新しい生物学」として同様に受け入れた。しかしながら、ルイセンコ主義の受容は共産圏諸国において一様ではなかった。

#### ポーランド人民共和国
ポーランド人民共和国では、ヴァツワフ・ガイェヴスキーを除く全ての遺伝学者がルイセンコ主義に従った。ガイェヴスキーは学生との接触が許されなかったにもかかわらず、ワルシャワ植物園での科学研究の継続が許された。ルイセンコ主義は1956年から急速に排斥され、現代的遺伝学の研究部門が設立された。これらには1958年にワルシャワ大学で始まった、ガイェヴスキーを長とする初の遺伝学科が含まれる。

#### チェコスロバキア人民共和国
チェコスロバキア人民共和国は1949年にルイセンコ主義を採用した。ヤロスラフ・ジージェネツキー（Jaroslav Kříženecký、1896年-1964年）はルイセンコ主義に反対した著名なチェコスロバキアの遺伝学者の一人であり、講義でルイセンコ主義を批判した1949年に「資本主義体制のために働き、自身を労働者階級よりも上位であると考え、人民の民主的秩序に敵対した」として農業大学を解雇され、1958年に投獄された。1963年、ジージェネツキーはブルノのモラビア博物館に新たに設立されたグレゴール・メンデル部門の長に任命された。ブルノは、メンデルが遺伝的形質に関する初期の実験を続け、メンデルの法則を立てた都市である。

#### 東ドイツ
ドイツ民主共和国（東ドイツ）では、ルイセンコ主義は一部の大学で教えられていたものの、数名の科学者（例えば、遺伝学者でルイセンコ主義の激しい反対派であった）の活動によって科学に対しては非常に小さな影響しか及ぼさず、西ベルリンの研究機関との境界も開かれていた。にもかかわらず、ルイセンコ主義的理論は1964年にニキータ・フルシチョフが辞任するまで教科書に記載されていた。

#### 北朝鮮
1948年に建国された朝鮮民主主義人民共和国でも、金日成の指導の下にルイセンコ学説を利用した主体農法が実施されたが、土地の急速な栄養不足に陥り、これに天候不良が重なることで1990年代の食糧不足につながった。

#### 中華人民共和国
中国では、1949年の建国から1956年のスターリン批判を受けた中ソ対立で、ソ連から独立するまで、ルイセンコ主義が科学を支配した。毛沢東は大躍進政策の中でルイセンコの学説を採用し、数多くの餓死者を出した。この時期、遺伝学のシンポジウムではルイセンコ主義の反対派はこの理論を自由に批判し、メンデル遺伝学を主張することは許された。シンポジウムの会議録において、談傢楨は「ソ連がルイセンコ主義の批判を始めて以降、我々も恐れずに彼を批判してきた」と述べたと引用されている。しばらくの間、両方の学派が共存していたが、ルイセンコ主義者の影響は数年の間大きなものとして残り続けた。

### 西側諸国

#### 日本
日本では1947年、生物学者の八杉龍一が『自然科学』8月号にて「ルイセンコ学説について」を発表し、同学説を支持した。これが日本国内でルイセンコ論争が盛んになる契機を作ったと指摘されている。
ルイセンコ学説を支持した有識者は八杉のほか徳田御稔、佐藤七郎、石井友幸、理論物理学者武谷三男、科学教育研究の板倉聖宣、哲学者三浦つとむらであり、批判した有識者は動物遺伝学者駒井卓、遺伝学者田中義麿らである。ルイセンコ論争に関わったマルクス主義生物学者中村禎里は、初期には科学に基づいていたが、科学が政治化したためにルイセンコ主義は失敗したと総括した。一方で、ルイセンコの提唱した低温処理を利用するヤロビ農法が寒冷地の農家に広まった。

#### イギリス
日本の親ソ派以外の西側科学者の中でほとんど唯一人、ロンドン大学バークベック・カレッジの物理学の教授で王立協会フェローであったジョン・デスモンド・バナールは公にルイセンコを積極的に弁護し、数年後には「科学者としてのスターリン」の追悼記事を書いた。しかし、バナールの支援にもかかわらず、イギリスの科学界のその他の者はソ連の表立った支持から撤退した。

## ネオ・ルイセンコ主義
「ネオ・ルイセンコ主義」という単語は遺伝主義（知的発展の決定には遺伝が環境よりも重要であるという哲学的主義）研究者によって、レオン・カミンやリチャード・レウォンティン、スティーヴン・ジェイ・グールド、バリー・メラーといった人間の行動の形成における遺伝子の役割を最小限に評価する科学者を描写するために人種と知性に関する論争や社会生物学における軽蔑語として時折使われてきた。